# Dagstuhl

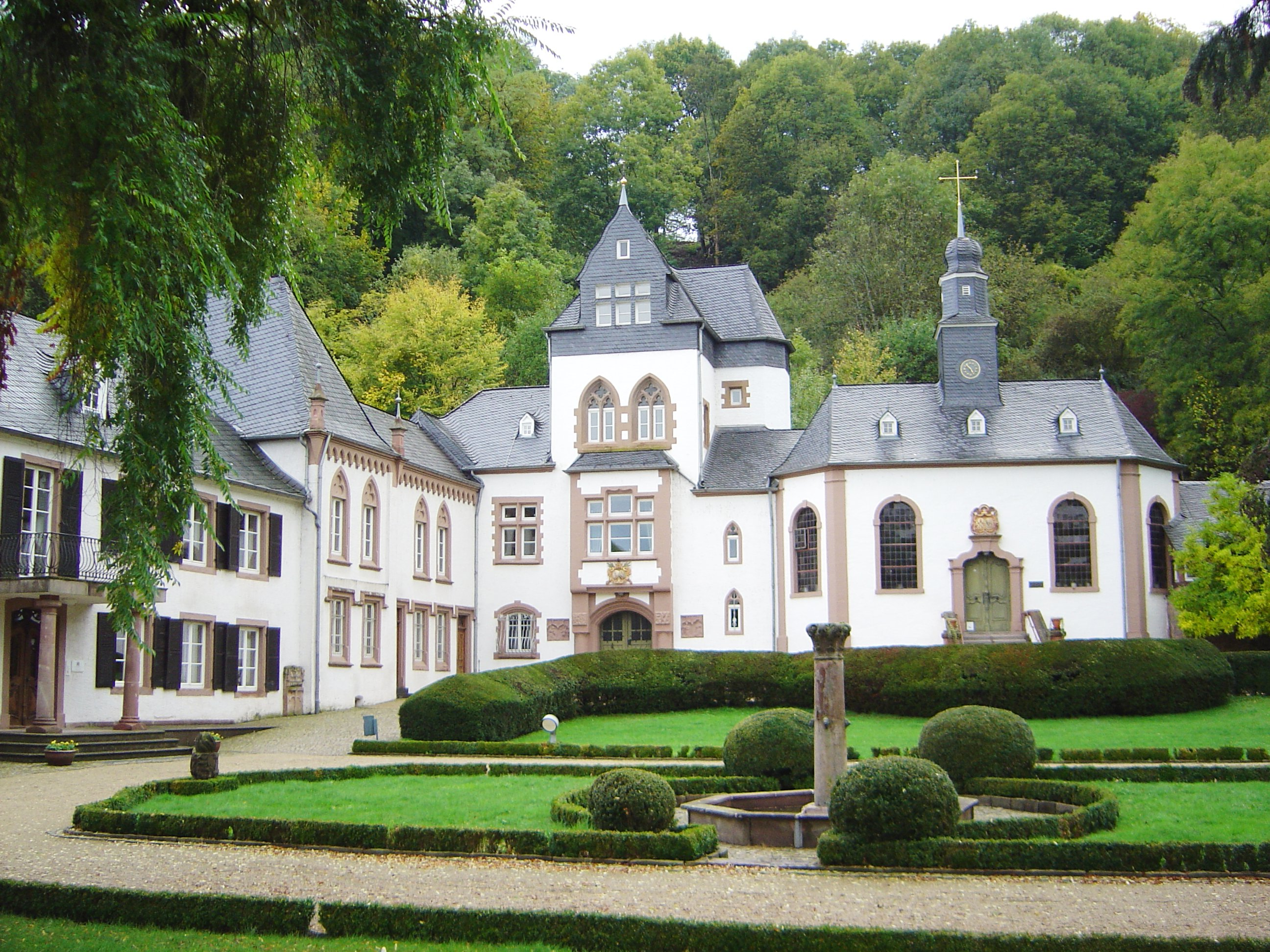
Zabytkowa część Zamku Dagstuhl

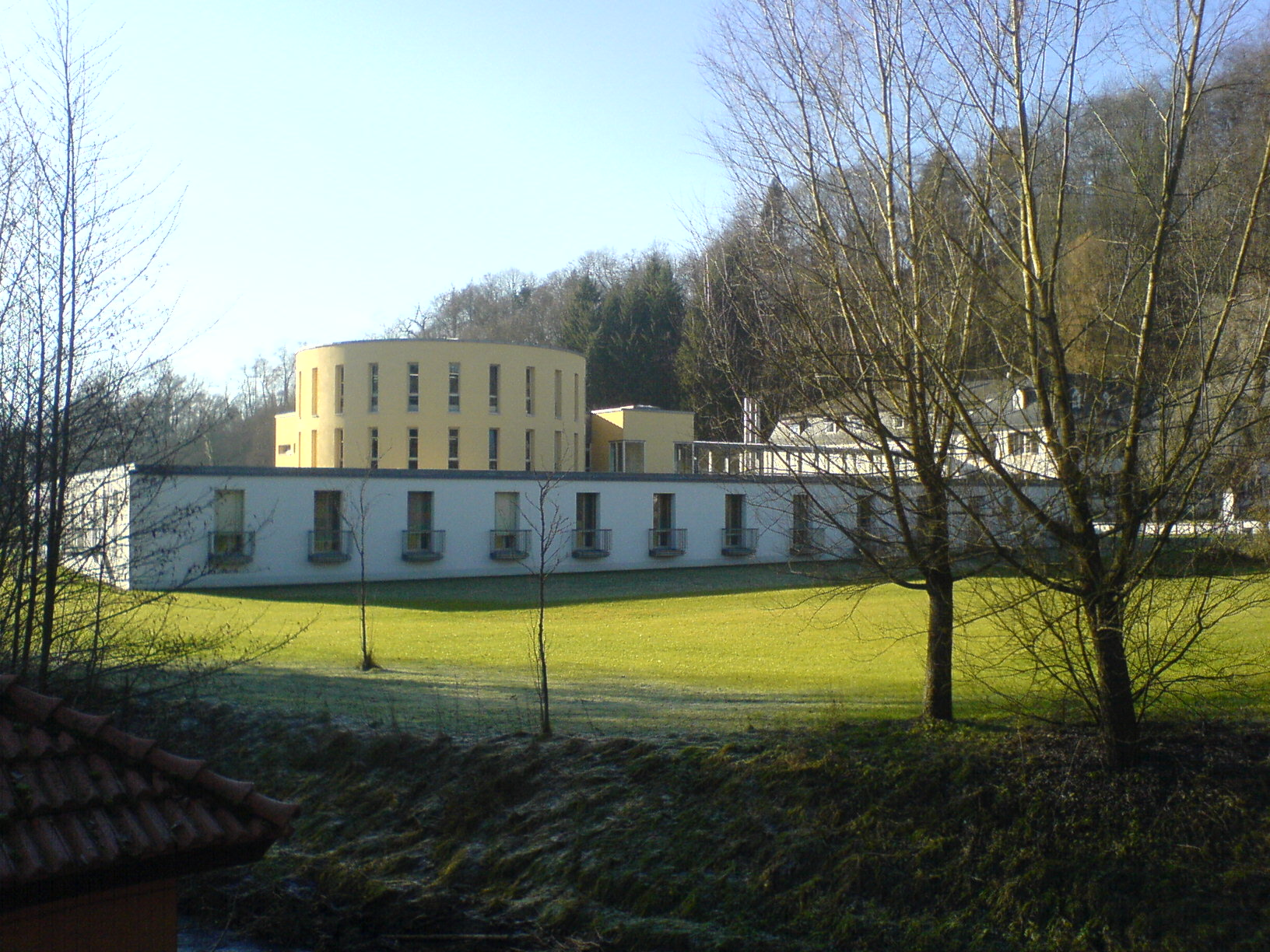
Nowoczesna część zabudowań: w parterowym budynku znajdują się pomieszczenia mieszkalne, w okrągłej części budynku mieści się biblioteka

Dagstuhl to placówka naukowa znajdująca się w pobliżu miejscowości Wadern w Kraju Saary w Niemczech.  Kompleks składa się z dwóch skrzydeł – zabytkowego, barokowego pałacyku i nowoczesnego budynku wielofunkcyjnego – które połączone są przeszklonym przejściem.
Centrum Informatyki im. Leibniza (niem. Leibniz-Zentrum für Informatik) zostało założone w 1989 roku.  Placówka jest organizacją non-profit sponsorowaną przez wiele europejskich instytucji naukowych.  W 1993 roku dobudowany został nowoczesny obiekt, w którym urządzono bibliotekę i pomieszczenia mieszkalne.  Od 1 stycznia 2005 roku centrum jest częścią Towarzystwa Naukowego im. Leibniza.  Do kwietnia 2008 roku centrum funkcjonowało pod nazwą Międzynarodowe Centrum Spotkań i Badań nad Informatyką (niem. Internationales Begegnungs- und Forschungszentrum für Informatik).
Placówkę celowo umiejscowiono z dala od większych miejscowości, a organizatorzy seminariów zapewniają uczestnikom nie tylko pełne wyżywienie, ale również zaopatrzenie w przedmioty codziennego użytku.  Seminaria trwają zazwyczaj tydzień: uczestnicy przybywają na miejsce w niedzielę wieczorem i wyjeżdżają w piątek wieczorem bądź w sobotę rano.
Na terenie centrum znajduje się czteropiętrowa biblioteka z bogatym zbiorem publikacji z zakresu informatyki (m.in. kompletna seria Lecture Notes in Computer Science (LNCS)) oraz z dostępem do elektronicznych wersji ponad 450 czasopism naukowych.  Naukowcy przybywający do Dagstuhl proszeni są również o złożenie autografu na swoich publikacjach.